# 潍城区
潍城区是山东省潍坊市下辖的一个市辖区。位於山東半島西部，居濰坊市中部。東以白浪河為界與奎文區相鄰，西北與壽光市、西南與昌樂縣毗連，北隔青銀高速與寒亭區接壤，面积290平方公里。區人民政府駐城关街道海濱中路196號。

## 行政区划
潍城区下辖6个街道办事处：
城关街道、南关街道、西关街道、北关街道、于河街道和望留街道。

## 人口
2022年，濰城區常住人口53.32萬人，城鎮化率82.27%。全區户籍人口35.85萬人，11.72萬户。人口自然增長率為負0.1%o，出生人口2243人，出生人口性別比106.5，合法生育率99%。